# مزبود
مزبود هي إحدى القرى اللبنانية من قرى قضاء الشوف في محافظة جبل لبنان. يحدها شحيم الزعورية عانوت كترمايا دلهون المغيرية.
تتميز مزبود بحارتها القديمة التي تقع في وسط البلدة حيث شيدت أولى المنازل في تاريخها كما تقع فيها منطقة العين-بجيرو إذ شهدت مزبود أحداثا تاريخية في تلك المنطقة خلفت وراءها آثارا أبرزها مغارة الأمير قرقماز. و يعتبر جامع مزبود أحد أهم رموزها إذ أنه من يتميز بجماله و عراقته.